# Omar Colley
Pour les articles homonymes, voir Colley (homonymie).
Omar Colley, né le 24 octobre 1992 à Banjul en Gambie, est un footballeur international gambien. Il évolue au poste de défenseur central au Al-Diriyah Club (en).

## Biographie

### En équipe nationale
Il reçoit sa première sélection en équipe de Gambie le 15 décembre 2012, lors d'un match amical contre l'Angola (match nul 1-1). 

## Palmarès
- Champion de Gambie en 2012 avec le Real Banjul